# Piragüismo en los Juegos Olímpicos de Londres 2012 – K-2 1000 metros masculino
La prueba K-2 1000 metros masculino de piragüismo en los Juegos Olímpicos de Londres 2012, se llevó a cabo entre el 6 al 8 de agosto, en Eton Dorney en Buckinghamshire.

## Horario
Todas las horas están en horario de verano (UTC+1)
| Fecha                          | Tiempo      | Ronda              |
| ------------------------------ | ----------- | ------------------ |
| Lunes, 6 de agosto de 2012     | 10:18 11:30 | Series Semifinales |
| Miércoles, 8 de agosto de 2012 | 10:16       | Finales            |

## Resultados

### Series
Primer bote califica para la final, el resto va a las semifinales (Q).

#### Serie 1
| Rank | Kayakista                               | País             | Tiempo   | Notas |
| ---- | --------------------------------------- | ---------------- | -------- | ----- |
| 1    | Martin Hollstein Andreas Ihle           | Alemania (GER)   | 3:15.263 | Q     |
| 2    | Dave Smith Ken Wallace                  | Australia (AUS)  | 3:19.073 |       |
| 3    | Peter Gelle Erik Vlček                  | Eslovaquia (SVK) | 3:19.571 |       |
| 4    | Olivier Cauwenbergh Laurens Pannecoucke | Bélgica (BEL)    | 3:24.304 |       |
| 5    | Alexey Dergunov Yevgeni Alekseyev       | Kazajistán (KAZ) | 3:32.176 |       |
| 6    | Ryan Cochrane Hugues Fournel            | Canadá (CAN)     | 3:55.748 |       |

#### Serie 2
| Rank | Kayakista                         | País                | Tiempo   | Notas |
| ---- | --------------------------------- | ------------------- | -------- | ----- |
| 1    | Rudolf Dombi Roland Kökény        | Hungría (HUN)       | 3:11.393 | Q     |
| 2    | Fernando Pimenta Emanuel Silva    | Portugal (POR)      | 3:13.710 |       |
| 3    | Markus Oscarsson Henrik Nilsson   | Suecia (SWE)        | 3:16.590 |       |
| 4    | Darryl Fitzgerald Steven Ferguson | Nueva Zelanda (NZL) | 3:16.608 |       |
| 5    | Kim Wraae Emil Staer              | Dinamarca (DEN)     | 3:17.020 |       |
| 6    | Ilya Medvedev Anton Ryakhov       | Rusia (RUS)         | 3:21.086 |       |

### Semifinales
Los 3 canoístas más rápidos de cada semifinal califican para la final A. Los dos canoístas más lentos en cada semifinal califican para la final B. 

#### Semifinal 1
| Rank | Kayakista                         | País                | Tiempo   | Notas |
| ---- | --------------------------------- | ------------------- | -------- | ----- |
| 1    | Markus Oscarsson Henrik Nilsson   | Suecia (SWE)        | 3:13.125 | Q     |
| 2    | Dave Smith Ken Wallace            | Australia (AUS)     | 3:13.239 | Q     |
| 3    | Darryl Fitzgerald Steven Ferguson | Nueva Zelanda (NZL) | 3:15.307 | Q     |
| 4    | Alexey Dergunov Yevgeni Alekseyev | Kazajistán (KAZ)    | 3:17.788 |       |
| 5    | Ryan Cochrane Hugues Fournel      | Canadá (CAN)        | 3:29.819 |       |

#### Semifinal 2
| Rank | Kayakista                               | País             | Tiempo   | Notas |
| ---- | --------------------------------------- | ---------------- | -------- | ----- |
| 1    | Peter Gelle Erik Vlček                  | Eslovaquia (SVK) | 3:12.690 | Q     |
| 2    | Ilya Medvedev Anton Ryakhov             | Rusia (RUS)      | 3:12.901 | Q     |
| 3    | Fernando Pimenta Emanuel Silva          | Portugal (POR)   | 3:14.017 | Q     |
| 4    | Kim Wraae Emil Staer                    | Dinamarca (DEN)  | 3:15.580 |       |
| 5    | Olivier Cauwenbergh Laurens Pannecoucke | Bélgica (BEL)    | 3:15.655 |       |

### Finales

#### Final B
| Rank | Kayakista                               | País             | Tiempo   |
| ---- | --------------------------------------- | ---------------- | -------- |
| 1    | Kim Wraae Emil Staer                    | Dinamarca (DEN)  | 3:12.820 |
| 2    | Olivier Cauwenbergh Laurens Pannecoucke | Bélgica (BEL)    | 3:13.298 |
| 3    | Alexey Dergunov Yevgeni Alekseyev       | Kazajistán (KAZ) | 3:14.867 |
| 4    | Ryan Cochrane Hugues Fournel            | Canadá (CAN)     | 3:18.550 |

#### Final A
| Rank              | Kayakista                         | País                | Tiempo   |
| ----------------- | --------------------------------- | ------------------- | -------- |
| Medalla de oro    | Rudolf Dombi Roland Kökény        | Hungría (HUN)       | 3:09.646 |
| Medalla de plata  | Fernando Pimenta Emanuel Silva    | Portugal (POR)      | 3:09.699 |
| Medalla de bronce | Martin Hollstein Andreas Ihle     | Alemania (GER)      | 3:10.117 |
| 4                 | Dave Smith Ken Wallace            | Australia (AUS)     | 3:11.456 |
| 5                 | Markus Oscarsson Henrik Nilsson   | Suecia (SWE)        | 3:11.803 |
| 6                 | Ilya Medvedev Anton Ryakhov       | Rusia (RUS)         | 3:12.047 |
| 7                 | Darryl Fitzgerald Steven Ferguson | Nueva Zelanda (NZL) | 3:12.117 |
| 8                 | Peter Gelle Erik Vlček            | Eslovaquia (SVK)    | 3:12.519 |